# Mare de Déu de les Neus d'Irgo de Tor
Mare de Déu de les Neus d'Irgo de Tor o Santa Maria de les Neus d'Irgo és una església del municipi del Pont de Suert (Alta Ribagorça). En concret, és l'església parroquial del poble d'Irgo de Tor, de l'antic terme de Llesp. És un monument declarat bé cultural d'interès nacional.

## Descripció
És un edifici situat als afores del poble de planta rectangular, una sola nau, amb un porxo i un campanar quadrat adossats a la façana lateral de migdia. La coberta combina la llosa de pedra amb la teulada àrab. La teulada de la nau és més antiga que la del campanar. Aquesta darrera forma un ràfec de maó de teula de caràcter neoclassicitzant popular. A la façana de migdia i sota el porxo, que té una gran arcada lleugerament apuntada, es troba la porta d'accés, d'arc rebaixat. Tot l'annex adossat a migdia comprèn la sagristia, el campanar, una capella i el porxo. La façana de ponent té un rosetó a la part superior, sota el vèrtex de la teulada, que permet la il·luminació del cor. La coberta del porxo és una continuació de la nau, cosa que dona un aspecte asimètric a aquesta façana, més marcat per quedar ben palesa una diferència d'aparell a partir de l'encaix del mur del porxo amb la façana.
La façana nord té un cos sortit, que es correspon amb una capella interior, amb coberta de llosa de pedra a dues vessants. Al parament dels murs, tant de la nau com del campanar, s'observen filades de carreus escairats que podrien confirmar la hipòtesi d'un origen romànic, amb reconstruccions molt més tardanes i altres modificacions durant diferents etapes constructives vers el segle xviii. L'interior té volta de canó i s'accedeix al presbiteri mitjançant doble arcada. El sòl de la nau està a un nivell més baix tant en relació al del presbiteri com al de l'exterior. El paviment és de peces de terra cuita. L'altar major conté un retaule neoclàssic amb elements barrocs, amb una imatge de la Mare de Déu de les Neus al centre i sengles imatges laterals de Sant Josep i Sant Sebastià.
La capella de la nau de migdia que, com ja hem indicat, queda inclosa en l'annex campanar-porxo, conté un Sant Crist, i la de la nau nord, que correspon al cos sortint de la façana, té una imatge de la Mare de Déu dels Dolors, i s'hi accedeix per una arcada de mig punt. Als peus de la nau hi ha un cor elevat que rep il·luminació pel rosetó de la façana de ponent. Els murs estan emblanquinats, si bé mostren sectors força deteriorats. Diversos béns mobles, com un encenser i diverses llànties, ornen l'església. D'altres es guarden a la sagristia.
Els béns mobles integrants de la declaració de bé cultural d'interès nacional són el retaule de la Mare de Déu de les Neus, de fusta tallada i policromada, del segle XIX; l'altar policromat adossat al retaule major, de fusta policromada, del segle XIX; el sagrari de fusta taallada i policromada; una talla de fusta policromada de la Mare de déu de les Neus, possiblement del segle XIX; una talla de fusta policromada de Sant Josep; una talla de fusta policromada de Sant Sebastià; una talla de fusta policromada del Sant Crist crucificat, dels segles XVII- XVIII, i un banc de fusta amb respatller.

## Història
L'església de la Mare de Déu de les Neus d'Irgo, com la majoria de temples de l'alt Pirineu i en especial de la Vall de Boí, es troba segregat a un sector extern al petit nucli de població, del qual no en constitueix l'element generador. Això sembla indicar que la implantació eclesial va efectuar-se sobre un espai fermament estructurat, on les esglésies no varen tenir una incidència massa destacada. De manera que l'establiment de les esglésies hauria estat posterior a la formació dels nuclis de poblament, l'origen dels quals es desconeix, i amb una estructuració parroquial no gaire sòlida encara en els s. XI-XII. En darrer terme cal fer constar que la parròquia d'Irgo, fora del territori estricte de la Vall de Boí i depenent d'un altre bisbat, no es va regir mai pel règim d'autonomia eclesiàstica que va imperar en ella fins al 1770.